# Lukrahnita
La lukrahnita és un mineral de la classe dels fosfats que pertany al grup de la tsumcorita. Rep el nom per Ludger Krahn (n. 1957), col·leccionista de minerals de Krefeld, Alemanya, qui va proporcionar l'exemplar inicial per a l'estudi.

## Característiques
La lukrahnita és un arsenat de fórmula química CaCuFe³⁺(AsO₄)₂(OH)(H₂O). Va ser aprovada com a espècie vàlida per l'Associació Mineralògica Internacional l'any 1999. Cristal·litza en el sistema triclínic. La seva duresa a l'escala de Mohs és 5. És l'anàleg de calci de la gartrellita.
L'exemplar que va servir per a determinar l'espècie, el que es coneix com a material tipus, es troba conservat a l'Institut Mineralògic de la Universitat de Bochum.

## Formació i jaciments
Va ser descoberta a la mina Tsumeb, situada a la localitat homònima de la regió d'Oshikoto (Namíbia), on es troba associada a altres minerals com: wulfenita, quars, adamita, conicalcita, calcocita i beudantita. També ha estat descrita a Alemanya, Grècia i Itàlia.